# Una bracciata per la vittoria
Una bracciata per la vittoria (Swimming Upstream) è un film del 2003 diretto da Russell Mulcahy basato sull'autobiografia del nuotatore australiano Anthony Fingleton.
Il cast comprende il premio Oscar Geoffrey Rush nel ruolo del padre, Judy Davis nei panni della madre e Jesse Spencer (il dottor Chase di Dr. House) nel ruolo del protagonista Tony.

## Trama
Australia, anni '50: Tony Fingleton non ha un buon rapporto col padre, violento e alcolizzato. Il giovane trascorre perciò gran parte del suo tempo allenandosi con suo fratello John presso la piscina locale, unico posto al mondo dove si sente in pace e al sicuro. Poco a poco, comprende di avere una forte attitudine per il nuoto e di possedere enormi potenzialità: decide allora di partecipare alle selezioni per la nazionale olimpica nella specialità del dorso ma i lunghi allenamenti non bastano a fare colpo sul padre. Come se non bastasse, la situazione casalinga è ulteriormente peggiorata dalla malattia della madre Dora. A sorpresa, durante le selezioni, il padre contrappone a Tony il fratello, tra i due il preferito, che aveva lasciato lo stile libero sotto consiglio del genitore, per qualificarsi nella stessa specialità di Tony.